# Quarteto Janáček

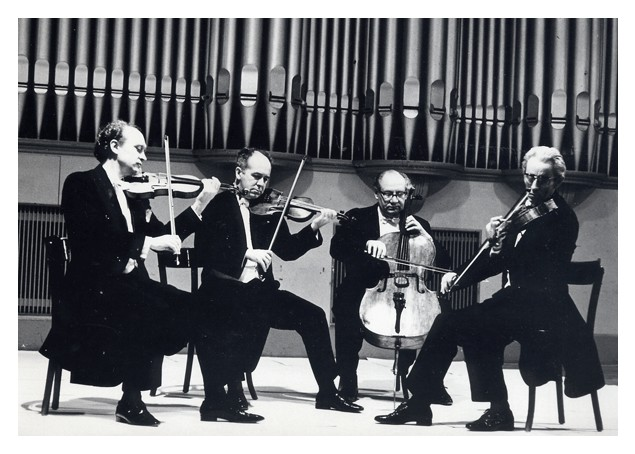
Quarteto Janáček

O Quarteto Janáček é um grupo camerístico da República Tcheca, um dos mais conhecidos em seu gênero em todo o mundo.
Foi fundado em 1947 por Jiří Trávníček, Adolf Sýkora, Jiří Kratochvíl e Karel Krafka, então estudantes do Conservatório de Brno. Neste período se dedicavam à obra do compositor Leoš Janáček, mas mais tarde ampliaram seu repertório. A partir de 1955 iniciaram uma agenda de recitais que os levou a diversos palcos do mundo. Gravaram muitos discos com obras de Janáček, Debussy, Mozart, Haydn, Dvorak, Boccherini e outros mestres, recebendo vários prêmios por suas interpretações, incluindo o Grand Prix du Disque da Academia Charles Cros e o Preis der deutschen Schallplattenkritik.